# Равин, Сергей Викторович
Сергей Викторович Равин (10 августа 1958, Куйбышев — 13 ноября 2016, Самара) — российский джазовый продюсер, музыкант (саксофонист, бас-гитарист, пианист), педагог, организатор концертных мероприятий и фестивалей, создатель детско-юношеской образовательной студии «Движение», ставшей первым специализированным джазовым образовательным учреждением в городе и близлежащих регионах. 
Окончил Куйбышевское училище культуры, с 1976 по 1978 г.г. проходил срочную службу в армии, где играл в военном музыкальном ансамбле. С 1978 по 1980 г.г. работал в Костромской филармонии, после чего закончил в 1984 году Куйбышевское музыкальное училище им. Д. Г. Шаталова по классу саксофона. Впоследствии получил высшее образование по специальности "менеджмент организации" в самарском филиале Московского городского педагогического института. В Самаре работал в составах оркестра «Современник» Вадима Горшкова и в биг-бэнде «Мираж» Новокуйбышевска, города-сателлита Самары. 
В 1998 году выступил с идеей создания в рамках муниципальной программы «Дети Самары» джазовой студии, функционирующей в формате клуба по интересам для детей и подростков. В 1999 году идея реализована как Детский молодежный клуб «Движение», ставший подразделением Центра внешкольного образования «Творчество» и получивший собственное помещение в здании на ул. Свободы, 89, где существует до сих пор. Выступал её руководителем с момента создания до 2016 года, вёл занятия по саксофону и ансамблю. Образовательная программа клуба, близкая по типу к программе американского колледжа Беркли, включала сольфеджио, композицию, инструментоведение, теорию музыки, историю джазовых стилей, импровизацию, специальность (по ряду инструментов) и ансамбль. В разные годы предлагались курсы по актёрскому мастерству, хореографии, английскому языку, работала студия бардовской песни. Ученики «Движения», прошедшие полноценный пятилетний курс обучения, поступали на уровень вуза (включая российские, европейские и американские учебные заведения), регулярно начинали профессиональную карьеру. Выпускниками студии стали сотни музыкантов, многие из которых получили всероссийское и мировое признание. Учениками студии Равина являются профессиональные музыканты: саксофонисты Ильфат Садыков, Александр Корбасов, гитарист Александр Родовский, пианист Игорь Яковенко и другие. 
В рамках деятельности «Движения» Равиным регулярно организовывались выезды студенческих коллективов на фестивали в других городах, ежемесячные джем-сешны для студентов, а затем — отдельные концерты и с 2001 года — фестиваль джазовой музыки «Клуб Движение Встречает Друзей» (Moving Club Meets Friends), вскоре получивший статус международного. Это мероприятие, ориентированное в первую очередь на ученические и студенческие коллективы, включало определённый процент профессиональных составов. Ряд участников фестиваля, принимавших в нём участие в детском и подростковом возрасте, впоследствии стали заметными фигурами на российской профессиональной сцене: в их числе саратовский пианист Лев Трофимов, уфимский саксофонист Павел Скорняков и т.д. 
В 2013 году Равин принял участие в записи сборника «Джаз в Самаре: вчера и сегодня», где были представлены записи местных артистов, охватывающие период 1967-2012 гг. (в числе других музыкантов этой работы — Владимир Виттих, Григорий Файн, Марк Коган, Ольга Олейникова, Николай Мачкасов и т.д.). 
Принимал участие в работе жюри разнообразных джазовых и музыкальных фестивалей и конкурсов. 
Умер 13 ноября 2016 г.
Основанный Равиным фестиваль «Клуб Движение Встречает Друзей» был проведён в последний (седьмой) раз в 2018 году, а впоследствии получил новый формат и в настоящее время называется просто «Движение». Официальным организатором фестиваля по-прежнему выступает детище Равина, созданное в 1998 году и зарегистрированное в 2001-м году как Детско-молодёжная городская общественная организация «Клуб «Движение».